# コスモス27号
コスモス27号（ロシア語: Космос-27、ラテン文字表記の例: Kosmos 27, Cosmos 27）とは、1964年にソビエト連邦が打ち上げた金星探査機である。この宇宙機はベネラ計画の一機として地球周回軌道に打ち上げられたが、金星へ向かう軌道に乗せることができなかったため、コスモス衛星の名前が与えられた。
コスモス27号は1964年3月27日にモルニヤ-Mロケットに搭載され、バイコヌール宇宙基地より打上げられた。探査機は地球軌道より金星へ向かう軌道へ移行出来ず、翌3月28日に大気圏へ再突入した。